# Lamproglena hoi
Lamproglena hoi is een eenoogkreeftjessoort uit de familie van de Lernaeidae. De wetenschappelijke naam van de soort is voor het eerst geldig gepubliceerd in 2001 door Dippenaar, Luus-Powell & Roux.